# Promenade des Artistes

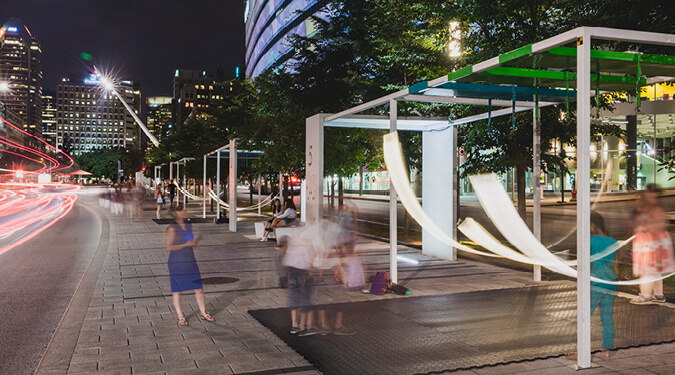
Promenade des Artistes nuit

La Promenade des Artistes est un espace public du Quartier des spectacles de Montréal.

## Situation et accès
Elle est située entre le Complexe des sciences Pierre-Dansereau de l'UQAM et la Place des Arts sur une mince bande linéaire. Les rues qui l'encadrent  sont : l'Avenue du Président-Kennedy au Nord, la rue Saint-Urbain à l'Est, le Boulevard De Maisonneuve au Sud et la rue Jeanne-Mance à l'Ouest.
La promenade relie les grands espaces publics autour de la Place des Arts tels que la place des festivals, le Parterre et l'esplanade Tranquille. Elle comporte onze structures appelées vitrines évènement permettant l’installation d’œuvres d’art temporaires et on y dispose des kiosques de service lors des grands évènements.

## Projets marquants

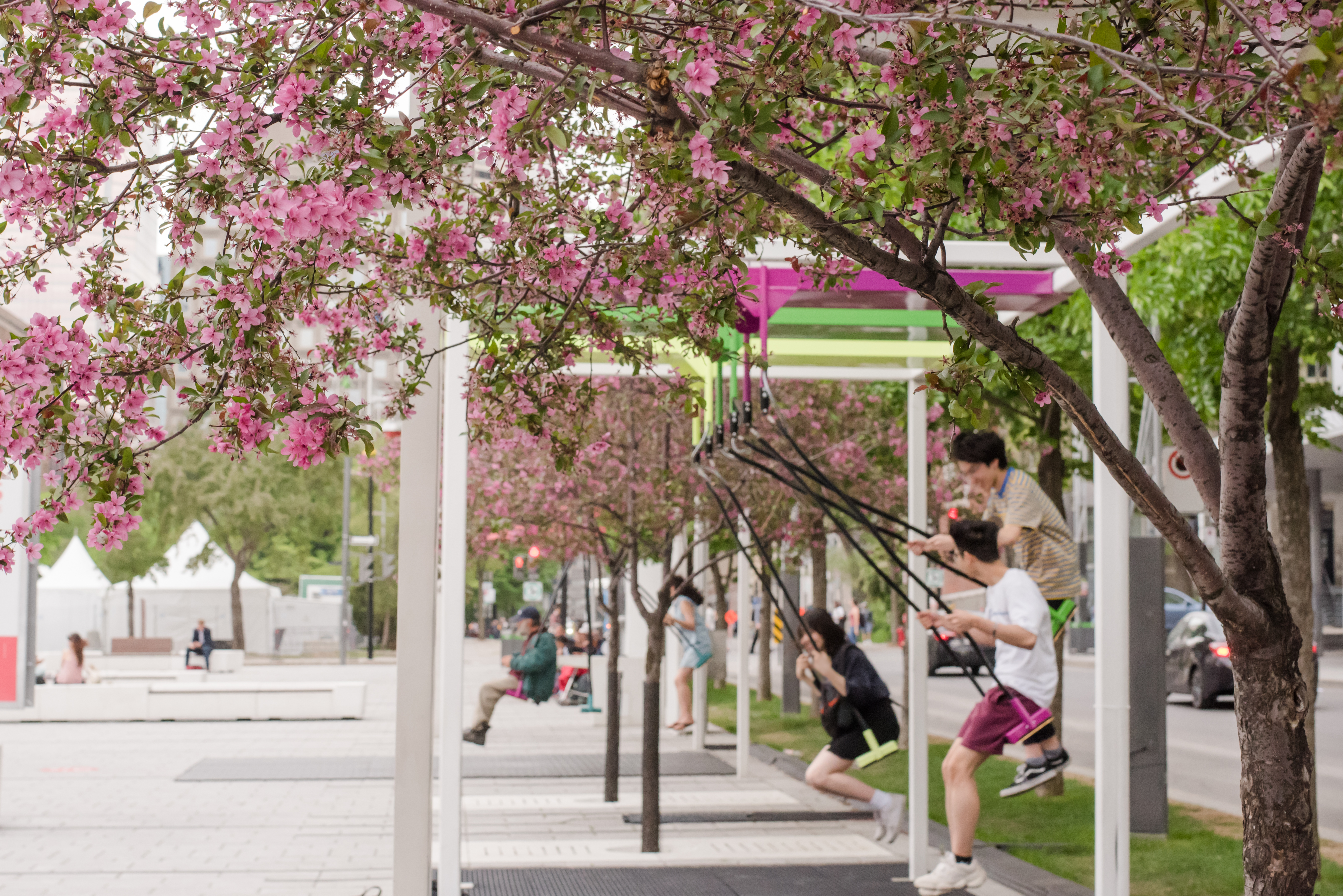
21 balançoires en 2018

### 21 balançoires
Installation interactive à mi-chemin entre le mobilier urbain et le terrain de jeu, les 21 Balançoires proposent une expérience de coopération musicale. En se balançant, chacun déclenche des notes de musique et la collaboration de plusieurs fait naître une mélodie. Chaque balançoire reproduit le son d’un instrument parmi les suivants : le piano, la guitare, la harpe ou le vibraphone, identifiable grâce à un code de couleur. C’est la hauteur atteinte par la balançoire dans sa trajectoire qui détermine la note qui sera créée. À la tombée du jour, les 21 Balançoires s'illuminent pour créer une joyeuse danse de points lumineux.